# Johann Ludwig Schmidtborn
Johann Ludwig Schmidtborn (* 4. Mai 1754 in Alt-Saarbrücken; † 8. Mai 1804 ebenda) war ein deutscher Kaufmann und Bürgermeister von Alt-Saarbrücken (1799–1800).

## Leben
Ludwigs Vater war der Großkaufmann und Kommerzienrat Heinrich Jacob Schmidtborn (1729–1784), seine Mutter Dorothea Magdalena (1732–1777) geb. Korn. Am 31. Oktober 1776 heiratete Ludwig in Saarbrücken Luisa Elisabetha (1759–1781) aus Scheidt, Tochter des Kaufmanns Heinrich Jacob Karcher (1730–1775). Somit war Schmidtborn der Schwippschwager seines Vorgängers im Amt des Saarbrücker Bürgermeisters, Jacob Röchlings, der mit der älteren Schwester  Dorothea Margaretha (* 1753) seiner Frau verheiratet war. Sie hatten zusammen eine Tochter, Luisa Sophia (1778–1813). Nach dem Tod seiner ersten Frau am 18. Februar 1781 heiratete er drei Jahre später am 18. August 1784 in Malstatt Susanne Margarethe Beyer (1755–1827). Diese Ehe blieb kinderlos.
Am Ende des Ersten Koalitionskrieges wurde Saarbrücken Kantongemeinde im 1798 errichteten Département de la Sarre. Schmidtborn folgte seinem Vorgänger Röchling im Dezember 1799 als Präsident der Munizipalverwaltung Saarbrücken, dieses Amt hatte er bis zum 1. November 1800 inne. Danach blieb er bis zu seinem Tod Mitglied des Munizipalrates. Schmidtborn war ebenfalls Mitglied der auf eine Gründung des ehemaligen Landesherrn, Wilhelm Heinrich von Saarbrücken-Nassau von 1760 zurückgehende „Krahnengesellschaft“, die in Saarbrücken am Saarufer einen Hafenkran betrieb. Sein Vater war Gründungsmitglied des erlauchten Kreises.
Sein Leben endete 50-jährig durch Freitod. Nach der Überlieferung ertrank Ludwig Schmidtborn 1804 in der Saar. Bereits seine Mutter hatte ihrem Leben 27 Jahre zuvor, 45-jährig, auf dieselbe Weise am selben Ort ein Ende gesetzt.

## Ehrungen
- Mitglied der Saarbrücker Casinogesellschaft